# New Values
New Values è il terzo album di Iggy Pop come solista, uscito il 9 settembre 1979 per la Arista Records.
Questo album è la prima collaborazione tra James Williamson e Iggy Pop.

## Tracce
1. Tell Me a Story – 2:50
2. New Values – 2:39
3. Girls – 2:59
4. I'm Bored – 2:47
5. Don't Look Down – 3:39
6. Endless Sea – 4:50
7. Five Foot One – 4:29
8. How Do Ya Fix a Broken Part – 2:55
9. Angel – 3:44
10. Curiosity – 2:29
11. African Man – 3:35
12. Billy Is a Runaway – 2:31

Tracce bonus nella versione rimasterizzata del 2000
1. Chains - 2:40
2. Pretty Flamingo - 2:53

## Formazione

### Cast artistico
- Jackie Clark - basso
- Klaus Kruger - percussioni
- James Williamson - chitarra
- Scott Thurston - chitarra
- Scott Thurston - tastiere
- Scott Thurston - sintetizzatore
- Scott Thurston - arpa
- John Harden - fiati
- David Brock - archi
- The Alfono Sisters - coro
- Earl Shackelford - coro

### Cast tecnico
- Lloyd Malan - assistente di produzione
- Peter Haden - arrangiamenti
- Johnny Golden, Elliott Federman - masterizzazione
- James Williamson, Peter Haden - mixaggio
- James Williamson - produzione

### Autori
- Iggy Pop - testi e musiche